# Kreis Jenaz
| Jenaz               | Jenaz             |
| ------------------- | ----------------- |
| Jenaz               |                   |
| Basisdaten          |                   |
| Staat:              | Schweiz           |
| Kanton:             | Graubünden (GR)   |
| Bezirk:             | Prättigau-Davos   |
| Hauptort:           | Jenaz             |
| Fläche:             | 84,59 km²         |
| Einwohner:          | 1962 (31.12.2009) |
| Bevölkerungsdichte: | 23 Einw. pro km²  |
| Aufgehoben am:      | 31. Dezember 2015 |
| Karte               |                   |
| Karte von Jenaz     |                   |

Der Kreis Jenaz bildete bis am 31. Dezember 2015 zusammen mit den Kreisen Davos, Klosters, Küblis, Luzein, Schiers und Seewis den Bezirk Prättigau-Davos des Kantons Graubünden in der Schweiz. Der Sitz des Kreisamtes war in Jenaz. Durch die Bündner Gebietsreform wurden die Kreise aufgehoben.

## Gemeinden
Der Kreis setzte sich aus folgenden Gemeinden zusammen:
| Wappen  | Name der Gemeinde | Einwohner (Dez. 2009) | Fläche in km² | BFS-Nr |
| ------- | ----------------- | --------------------- | ------------- | ------ |
| Fideris | Fideris           | 618                   | 25,36         | 3861   |
| Furna   | Furna             | 203                   | 33,32         | 3862   |
| Jenaz   | Jenaz             | 1145                  | 25,91         | 3863   |